# Agritubel 2007
Questa voce raccoglie le informazioni riguardanti l'Agritubel nelle competizioni ufficiali della stagione 2007.

## Stagione
La squadra ciclistica francese partecipò alle gare dell'circuiti continentali UCI e ad alcuni degli eventi del UCI ProTour 2007 grazie alle wild-card.

## Organico

### Staff tecnico
TM=Team Manager; DS=Direttore Sportivo.
|  | Naz.               | Ruolo | Sportivo             |  |  |  |
|  | ------------------ | ----- | -------------------- |  |  |  |
|  | Francia (bandiera) | GM    | David Fornes         |  |  |  |
|  | Francia (bandiera) | DS    | Denis Leproux        |  |  |  |
|  | Francia (bandiera) | DS    | Emmanuel Hubert      |  |  |  |
|  | Francia (bandiera) | DS    | Frédéric Mainguenaud |  |  |  |

### Rosa
|  | Naz.                   |  | Sportivo                       | Anno |  |  |
|  | ---------------------- |  | ------------------------------ | ---- |  |  |
|  | Lituania (bandiera)    |  | Linas Balčiūnas                | 1978 |  |  |
|  | Lituania (bandiera)    |  | Aivaras Baranauskas            | 1980 |  |  |
|  | Francia (bandiera)     |  | Émilien-Benoît Bergès          | 1983 |  |  |
|  | Francia (bandiera)     |  | Freddy Bichot                  | 1979 |  |  |
|  | Francia (bandiera)     |  | Maxime Bouet                   | 1986 |  |  |
|  | Spagna (bandiera)      |  | Manuel Calvente                | 1976 |  |  |
|  | Francia (bandiera)     |  | Cédric Coutouly                | 1980 |  |  |
|  | Paesi Bassi (bandiera) |  | Hans Dekkers                   | 1981 |  |  |
|  | Spagna (bandiera)      |  | Moisés Dueñas                  | 1981 |  |  |
|  | Francia (bandiera)     |  | Romain Feillu                  | 1984 |  |  |
|  | Spagna (bandiera)      |  | Mikel Gaztañaga                | 1979 |  |  |
|  | Spagna (bandiera)      |  | Eduardo Gonzalo                | 1983 |  |  |
|  | Francia (bandiera)     |  | Cédric Hervé                   | 1979 |  |  |
|  | Francia (bandiera)     |  | Nicolas Jalabert               | 1973 |  |  |
|  | Spagna (bandiera)      |  | José Alberto Martínez Trinidad | 1975 |  |  |
|  | Spagna (bandiera)      |  | Juan Miguel Mercado            | 1978 |  |  |
|  | Francia (bandiera)     |  | Samuel Plouhinec               | 1976 |  |  |
|  | Francia (bandiera)     |  | Freddy Ravaleu                 | 1977 |  |  |
|  | Francia (bandiera)     |  | Anthony Ravard                 | 1983 |  |  |
|  | Francia (bandiera)     |  | Denis Robin                    | 1979 |  |  |
|  | Francia (bandiera)     |  | Benoît Salmon                  | 1984 |  |  |
|  | Francia (bandiera)     |  | Benoît Sinner                  | 1984 |  |  |
|  | Francia (bandiera)     |  | Jonathan Thiré                 | 1986 |  |  |
|  | Francia (bandiera)     |  | Nicolas Vogondy                | 1977 |  |  |

## Palmarès

### Corse a tappe
- Drieedagse van West-Vlaanderen

2ª tappa (Hans Dekkers)
- Boucle de la Mayenne

2ª tappa (Nicolas Vogondy)
Classifica generale (Nicolas Vogondy)
- Rothaus Regio-Tour

2ª tappa (Moisés Dueñas)
Classifica generale (Moisés Dueñas)
- Tour de Luxembourg

3ª tappa (Romain Feillu)
- Tour of Britain

Classifica generale (Romain Feillu)
- GP Rota des Móveis

1ª tappa (Mikel Gaztañaga)
- Rhône-Alpes Isère Tour

2ª tappa (Nicolas Vogondy)

### Corse in linea
- Boucles de l'Aulne (Romain Feillu)
- Paris-Bourges (Romain Feillu)
- Tour de Vendée (Mikel Gaztañaga Echeverria)
- Classic Loire Atlantinque (Nicolas Jalabert)

## Classifiche UCI

### UCI Europe Tour
Individuale
Piazzamenti dei corridori dell'Agritubel nella classifica dell'UCI Europe Tour 2007.
| Pos. | Ciclista                   | Punti |
| ---- | -------------------------- | ----- |
| 6    | Romain Feillu              | 384   |
| 39   | Nicolas Vogondy            | 215   |
| 72   | Moises Duenas Nevado       | 169   |
| 73   | Mikel Gaztañaga Echeverria | 168   |

Squadra
L'Agritubel chiuse in settima posizione con 1215 punti.